# Hunnerberg
De Hunnerberg is een wijk en pleistocene stuwwal aan de oever van de Waal in Nijmegen. Op 1 januari 2023 telde de wijk 4.245 inwoners, verdeeld over 1.943 woningen, met een gemiddelde WOZ-waarde van € 601.000, op een oppervlakte van 1,08 km².  
De positie langs de Waal maakt deze lage heuvel, net als het dichtbijgelegen Kops Plateau, tot een zeer strategische locatie. Dit blijkt onder andere uit de vele archeologische vondsten, waaronder een tweetal Romeinse castra met een Romeins aquaduct, maar ook uit vele vondsten uit het late neolithicum, bronstijd en midden en late ijzertijd. Uit opgravingen tijdens bouwwerkzaamheden bleek Fort Sterreschans te zijn gebouwd op de resten van een kamp van het Tiende Legioen. In de wijk Hunnerberg werden straten vernoemd naar onder meer Charles Estourgie, Eugène Lücker en Claas Noorduijn.
In de wijk bevinden zich enkele rijksmonumenten, waaronder het markante voormalige hoofdgebouw van Canisius College, de Maria Geboortekerk en het voormalige Museum Kam.

## Afbeeldingen

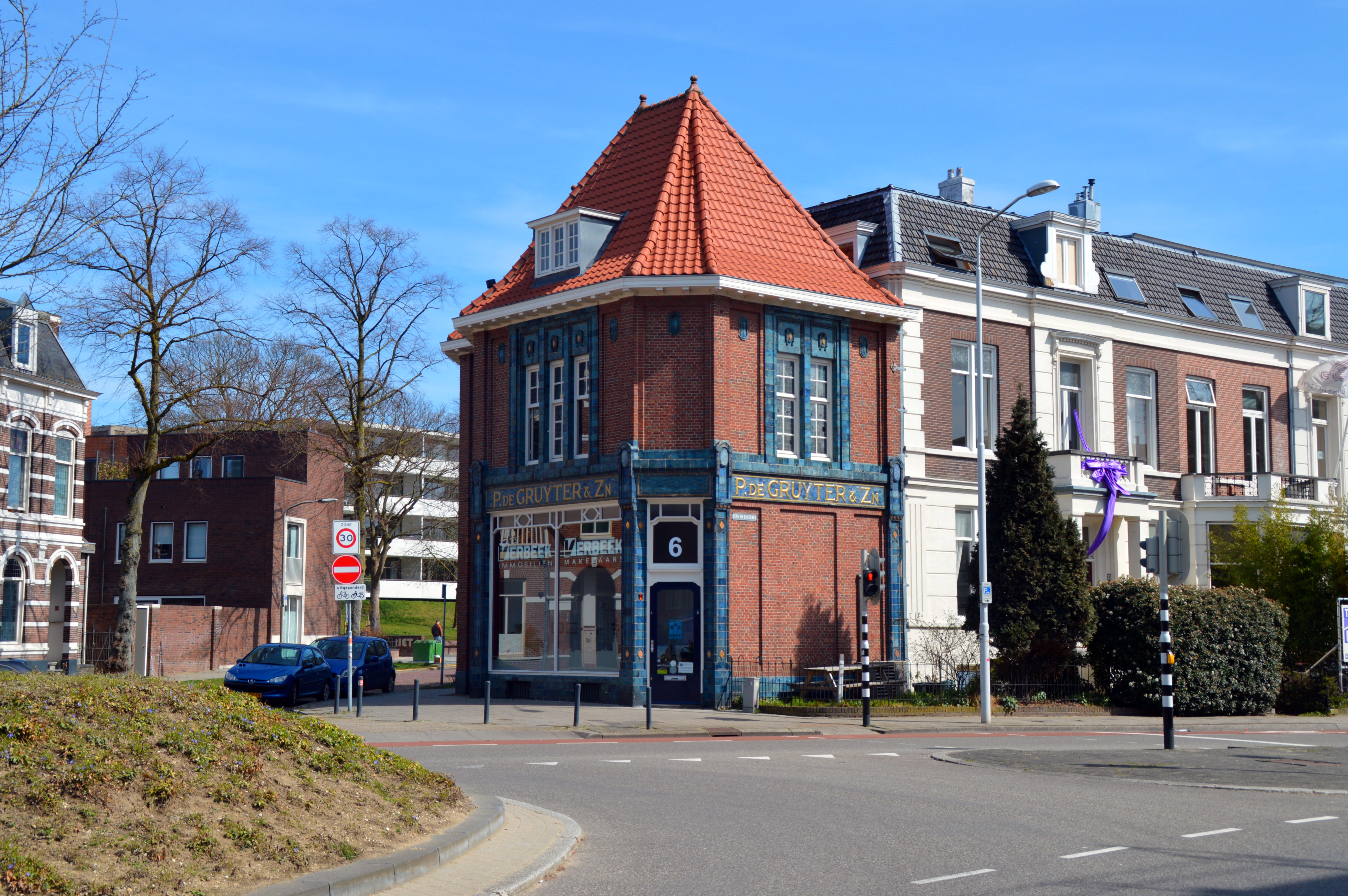
Mariaplein 6-6a Voormalige kruidenier De Gruyter bouwjaar 1917-1919
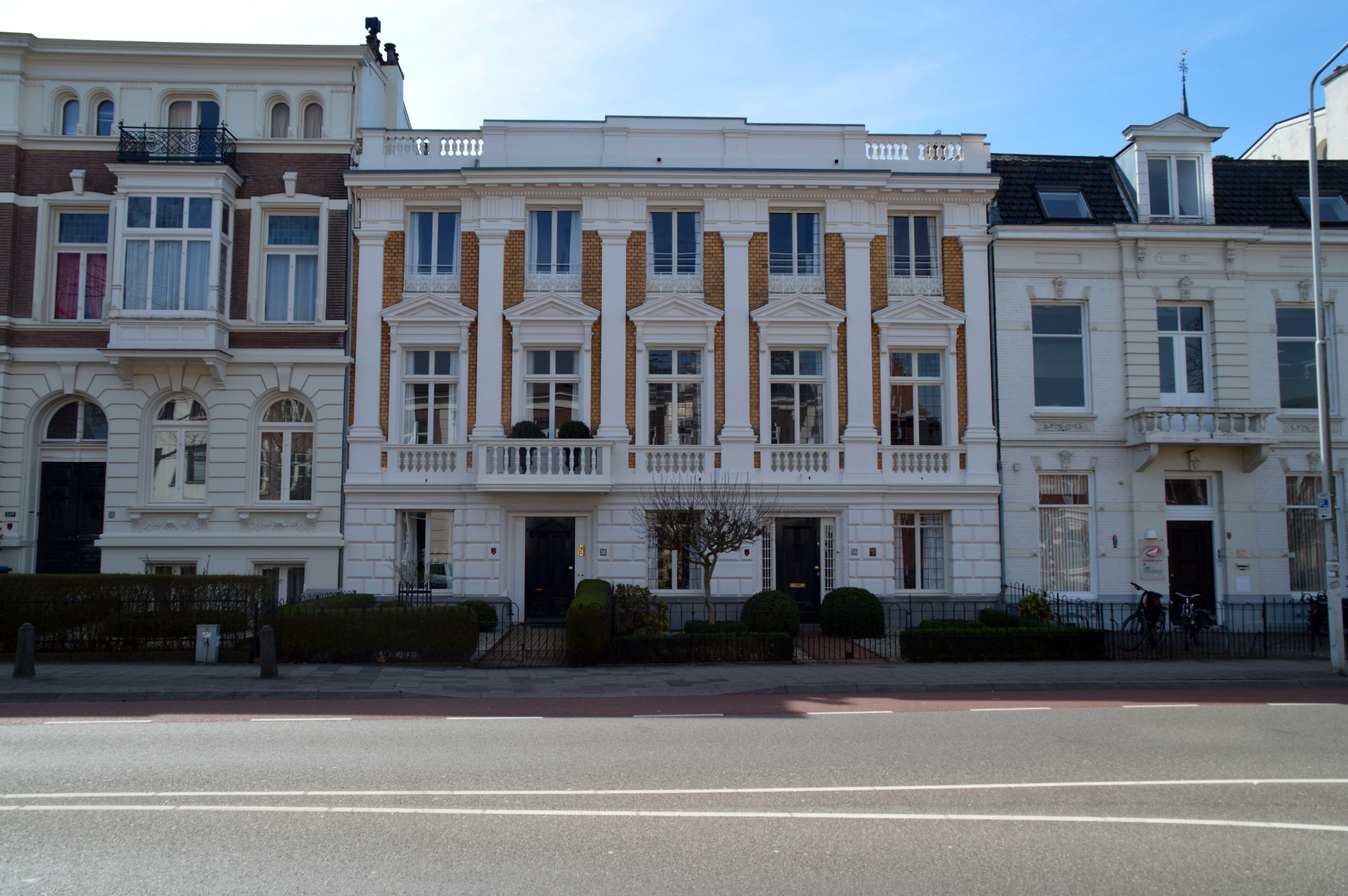
Berg en Dalseweg 54-56 bouwjaar 1890
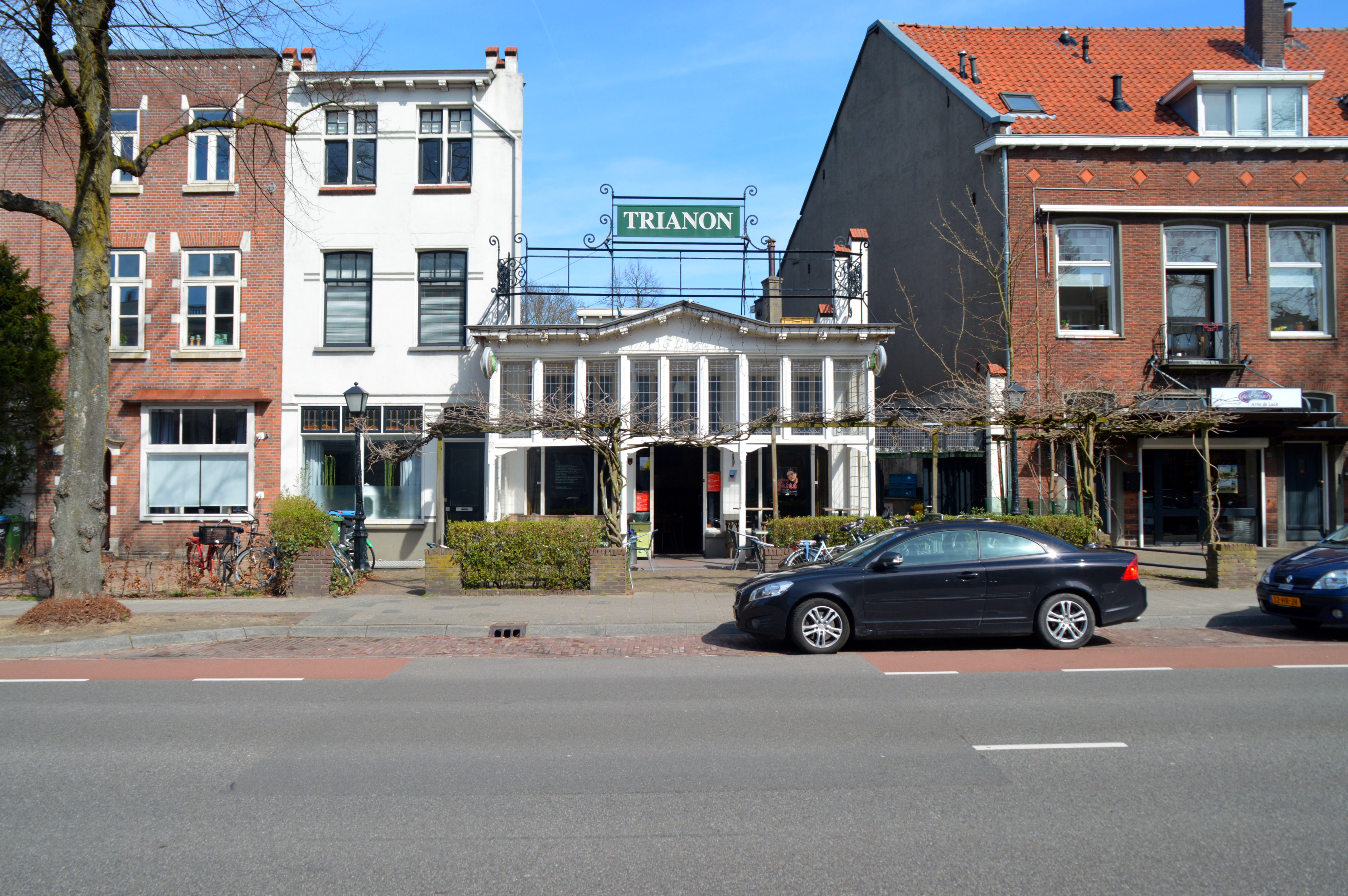
Berg en Dalseweg 33 bouwjaar 1910
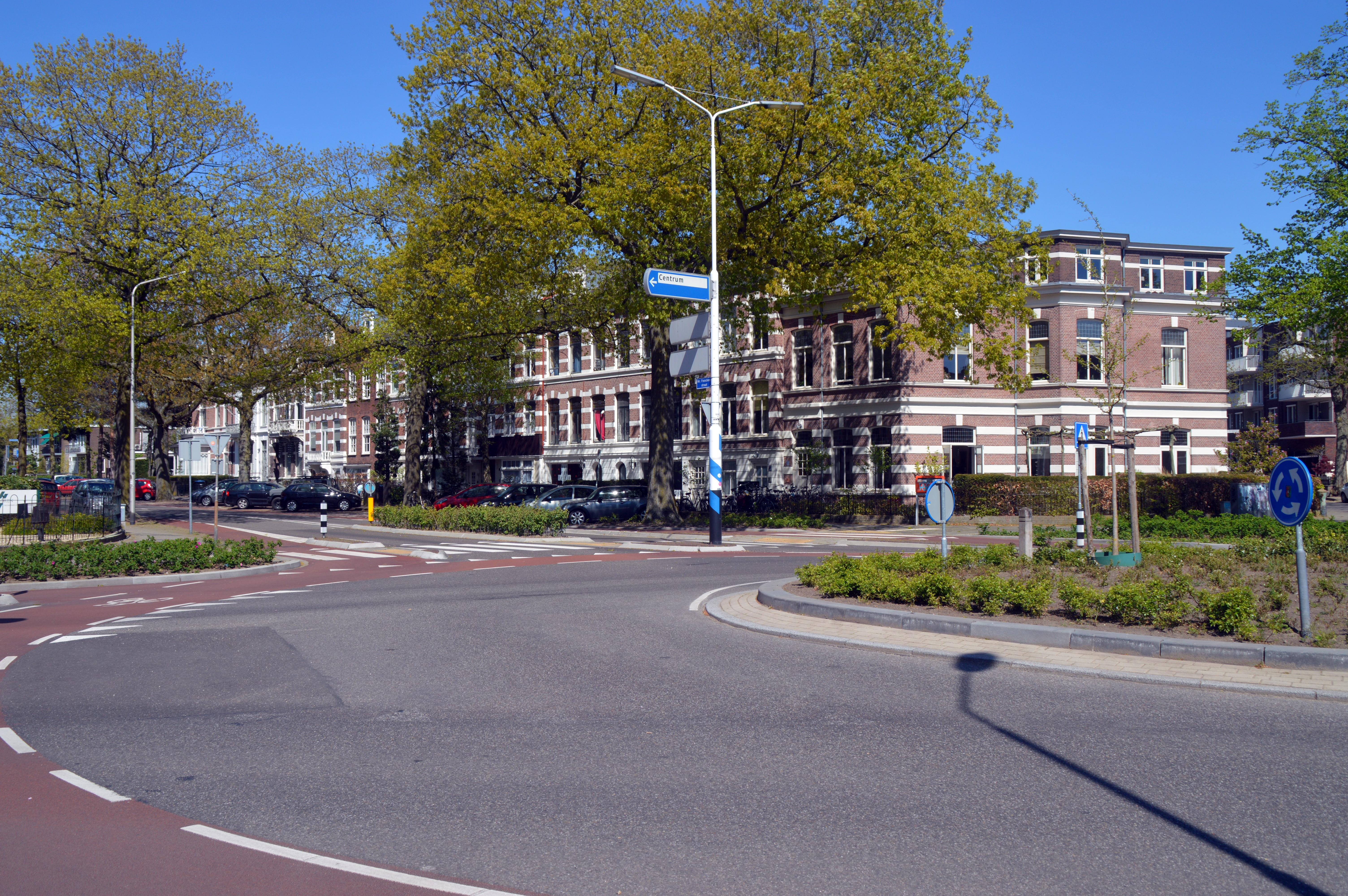
Mr Franckenstraat kruispunt met de Berg en Dalseweg
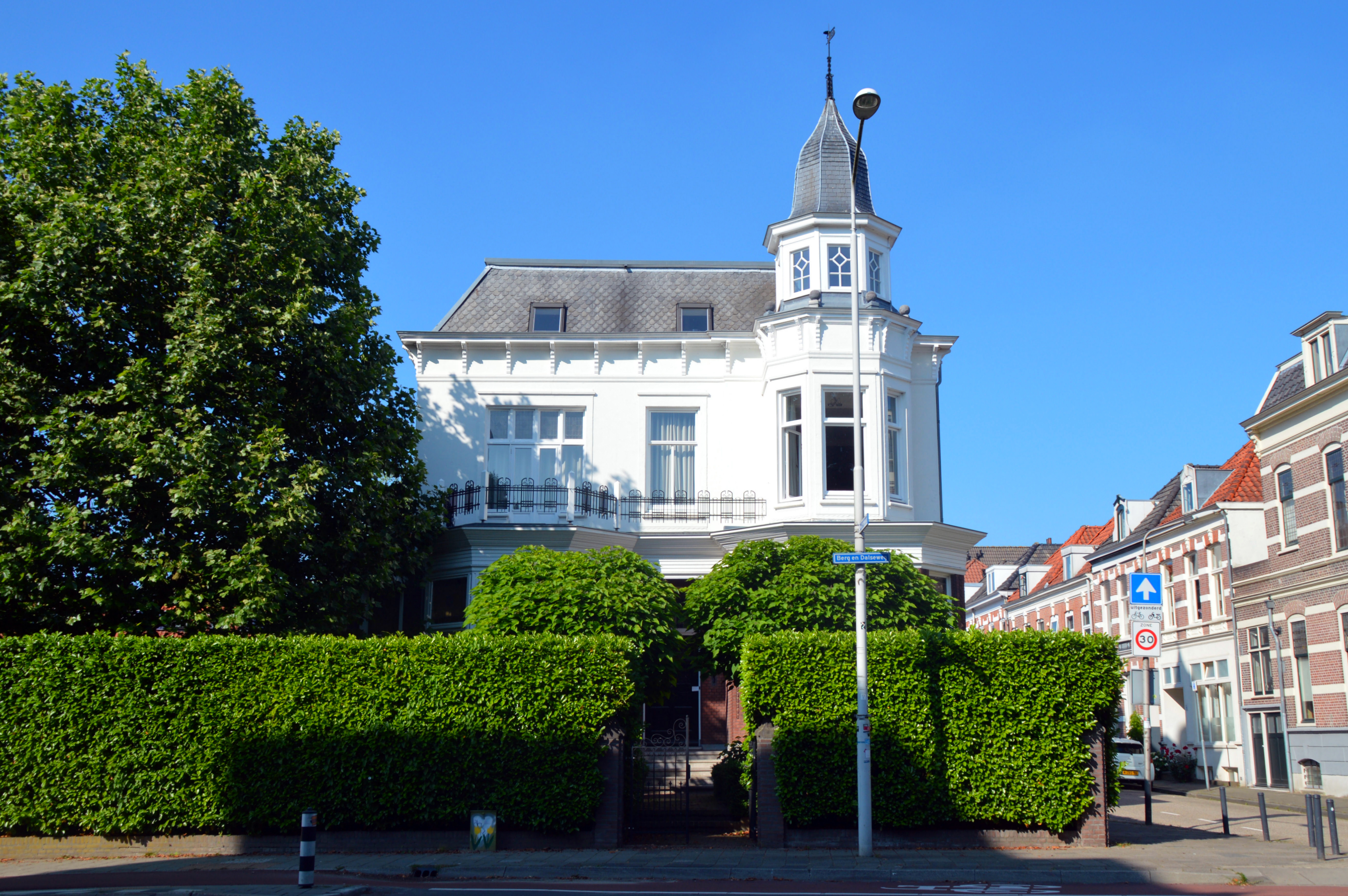
Berg en Dalseweg 47 Villa bouwjaar 1888
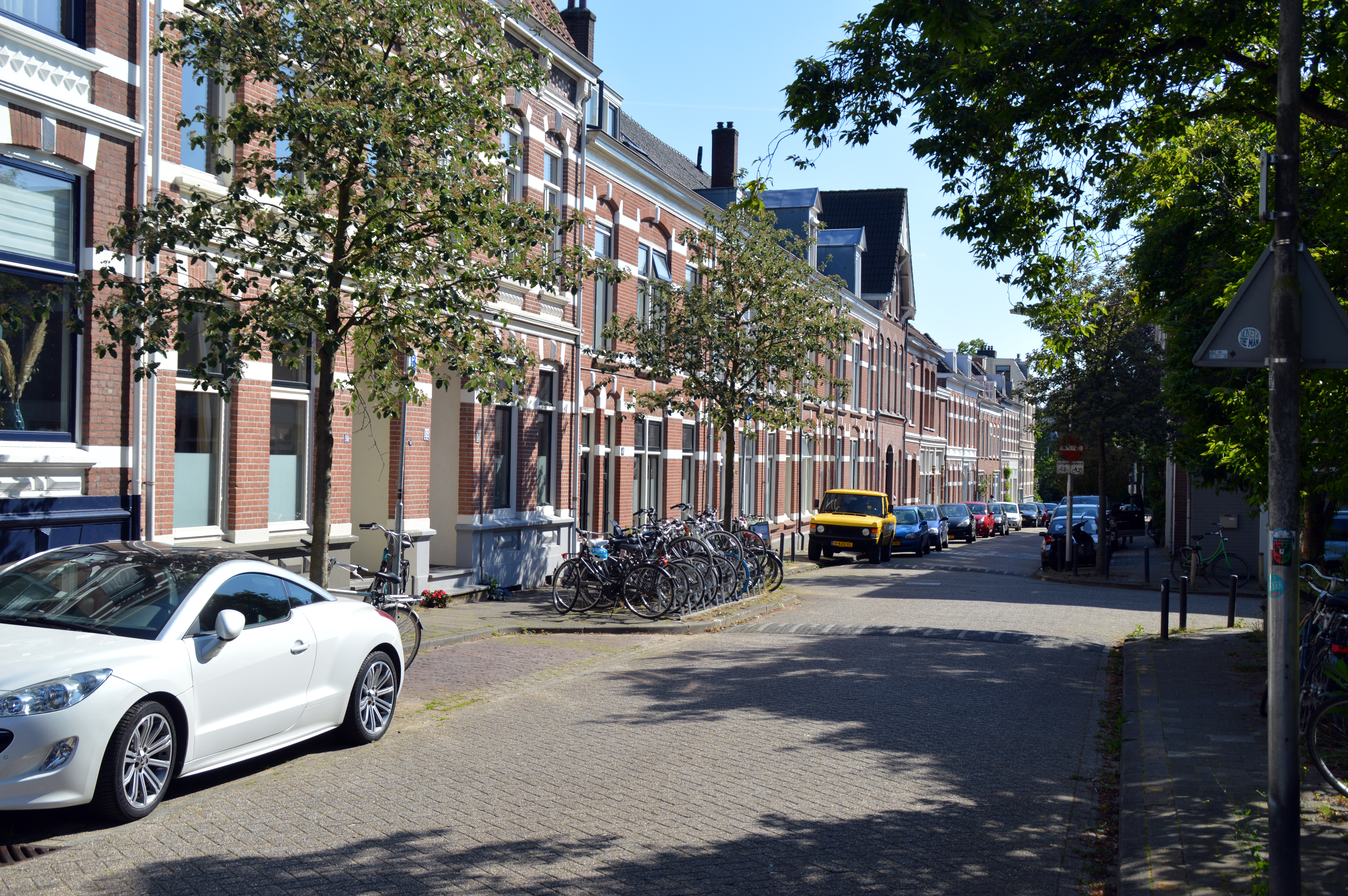
Hugo de Grootstraat
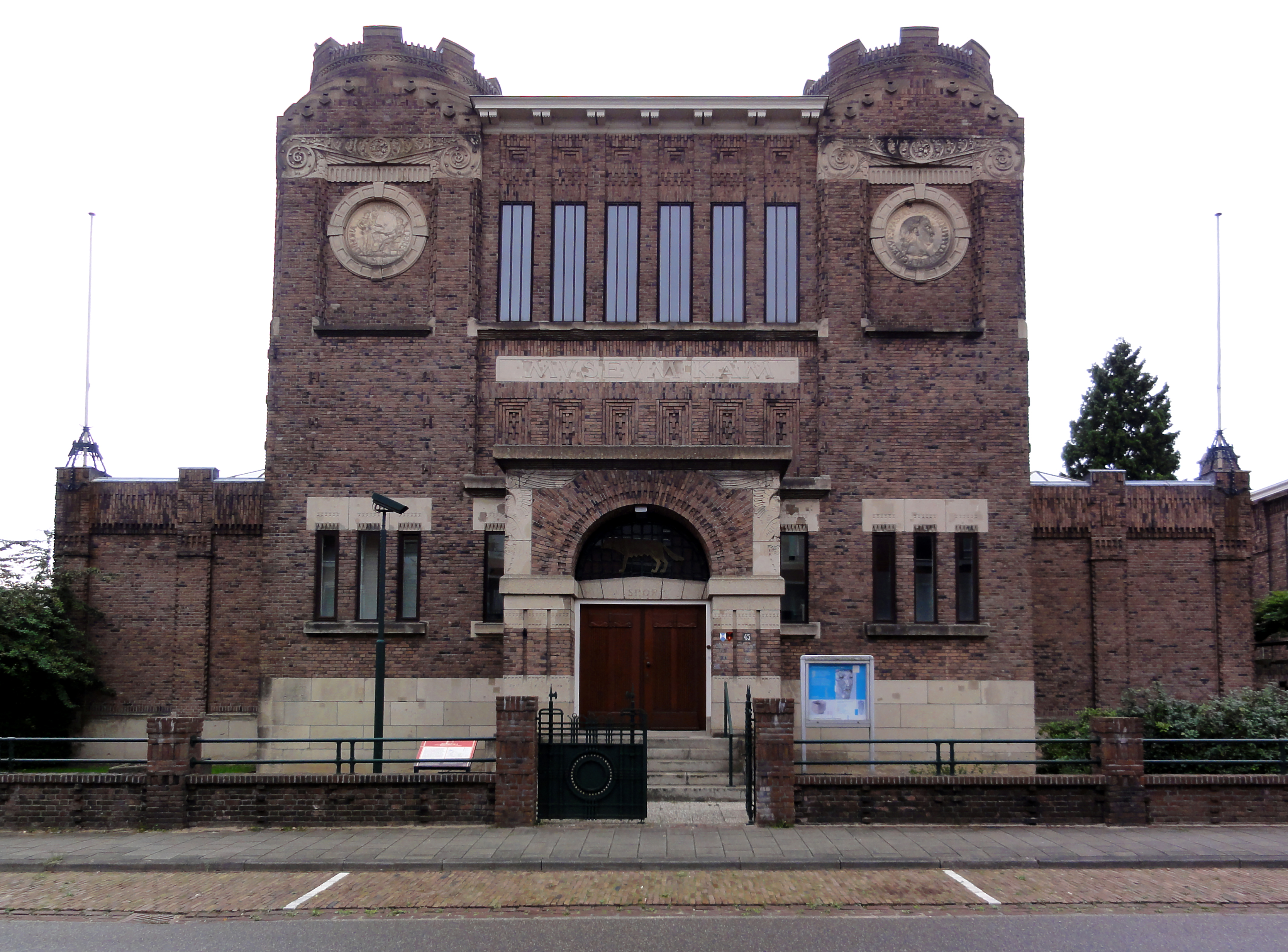
Museum Kam vooraanzicht, Architect Oscar Leeuw
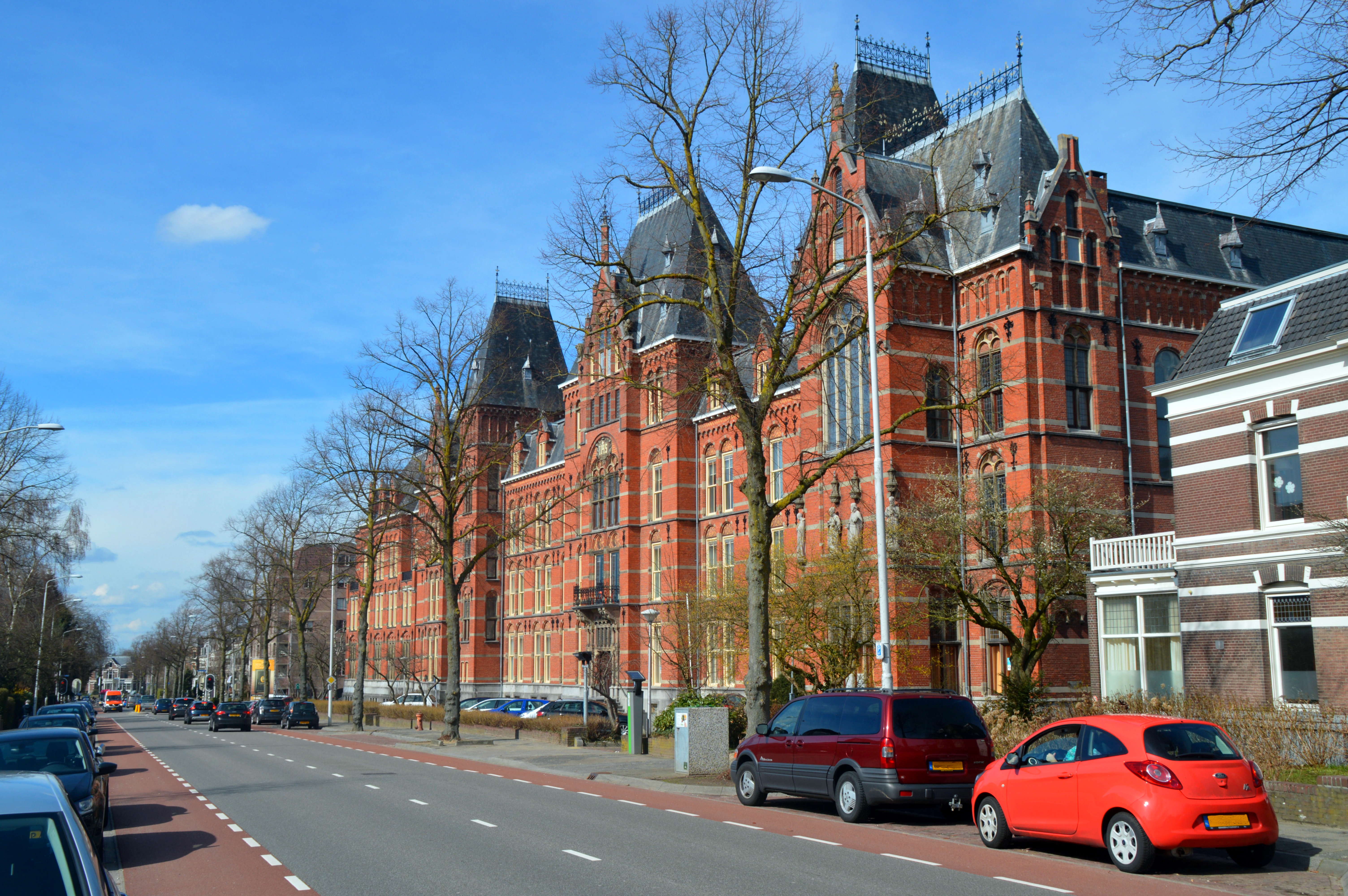
Canisius College (internaat)
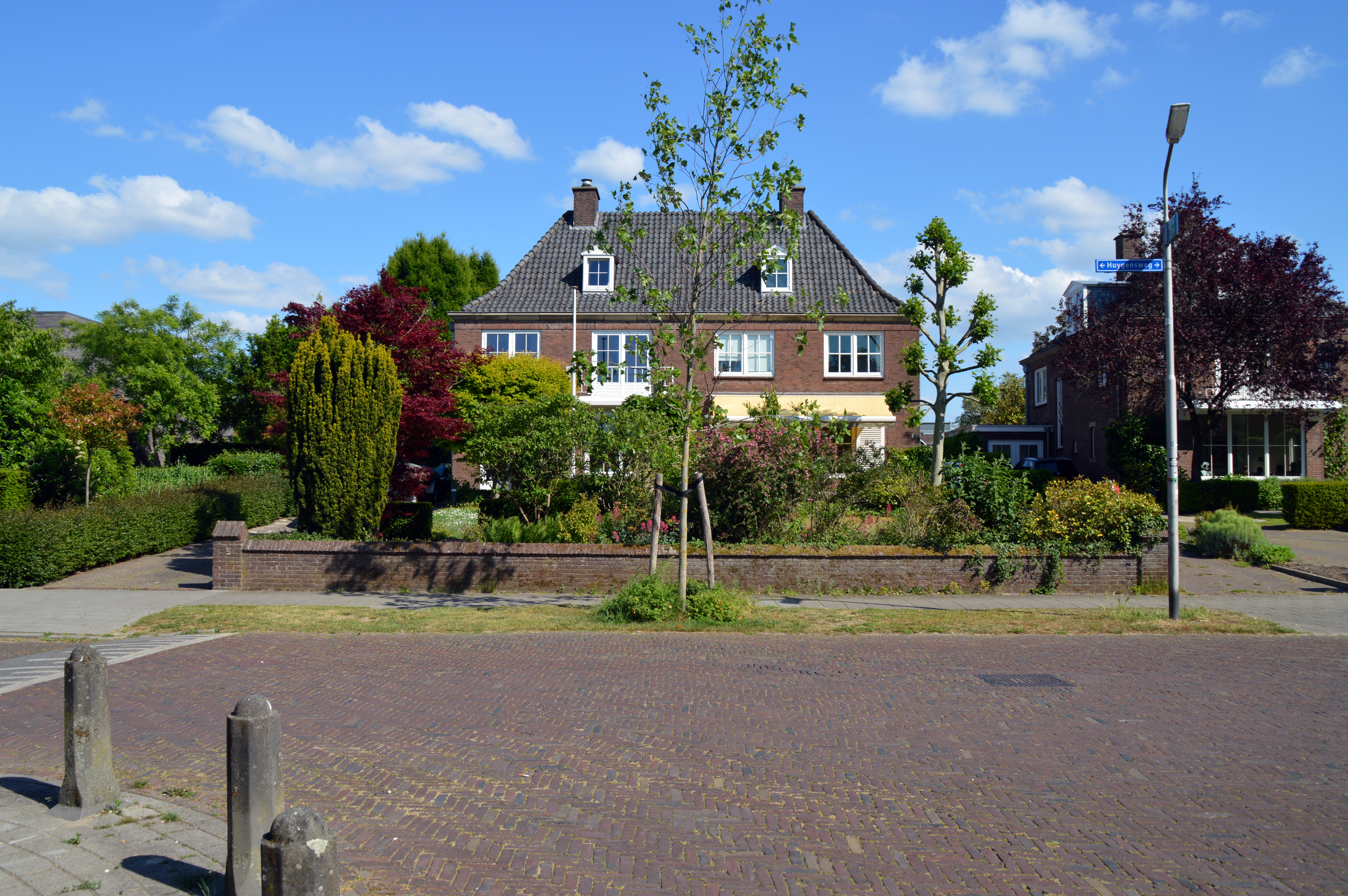
Huygensweg
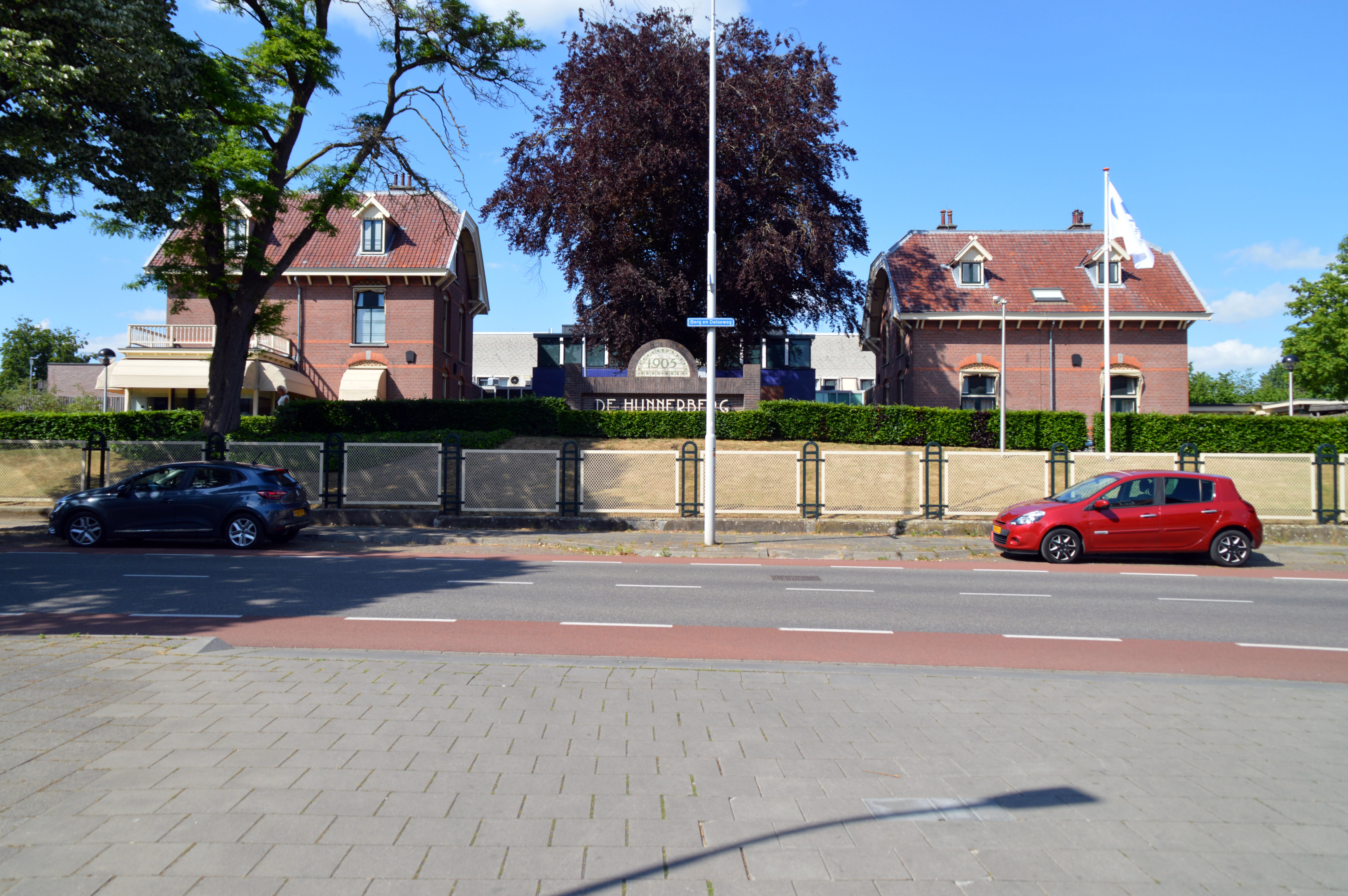
De Hunnerberg Rijks Justitiële Jeugdinrichting (RJJI)  Berg en Dalseweg
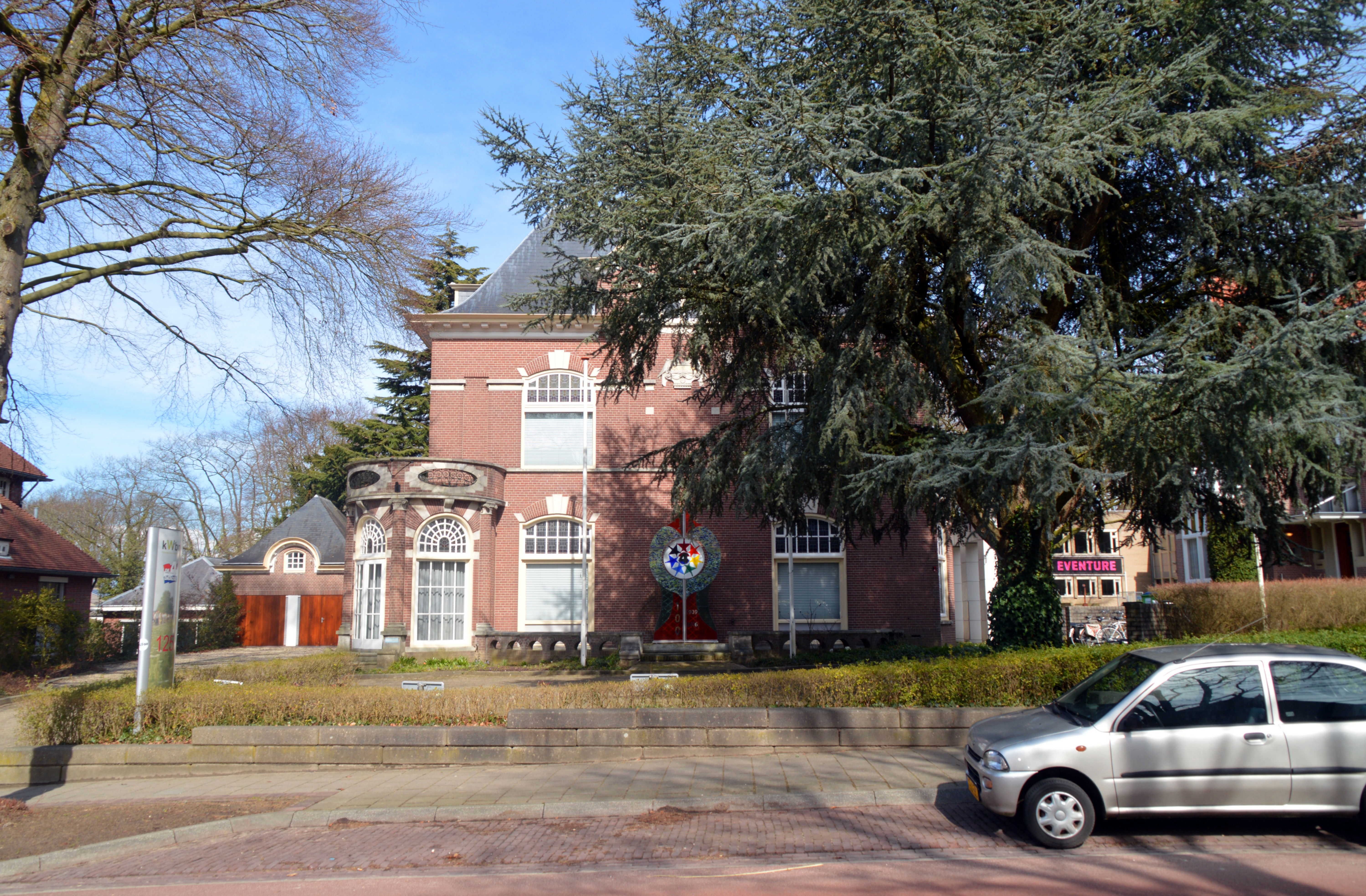
Villa Sonnewyck, Berg en Dalseweg 125 bouwjaar 1905-1910 Architect Oscar Leeuw